# Dorfkirche Alt-Lönnewitz

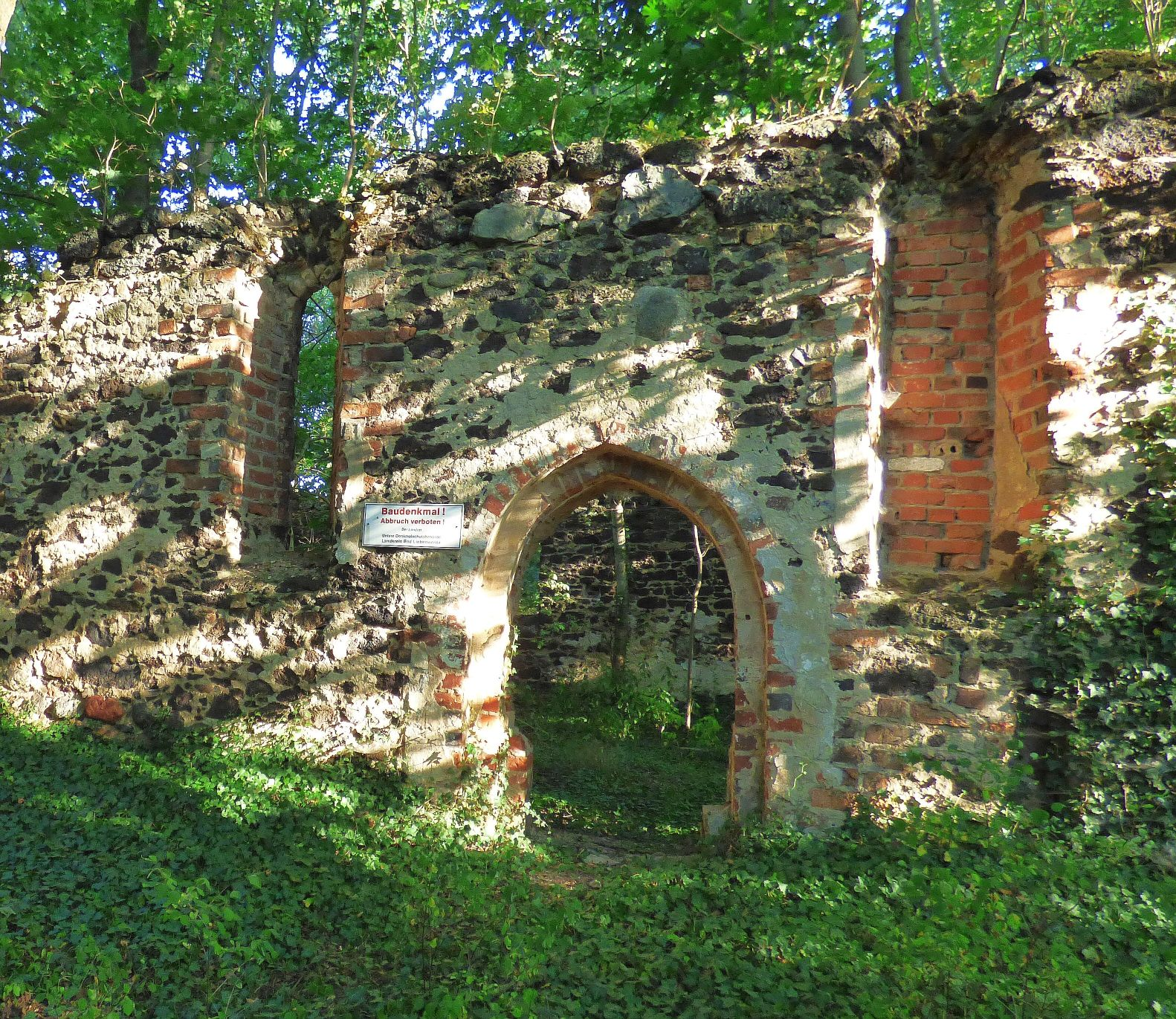
Eingangsportal der Kirchenruine Alt-Lönnewitz auf der Südseite

Die Ruine der ehemaligen Dorfkirche Alt-Lönnewitz ist ein Baudenkmal im südbrandenburgischen Lönnewitz, einem Gemeindeteil des Mühlberger Ortsteils Koßdorf im Landkreis Elbe-Elster.
Die Ruine befindet sich in einem waldigen Gelände nördlich der heutigen Bundesstraße 183. Der Bereich gehörte einst zur Ortslage des verschwundenen Dorfes Alt-Lönnewitz. Dort stand die Kirche mit dem angrenzenden Friedhof südlich des heute ebenfalls nicht mehr vorhandenen Rittergutes in einem Park zwischen Bäumen.
Die aus dem 13. Jahrhundert stammende Kirche war ursprünglich der Kirche in Altbelgern abgabenpflichtig und wurde später eine Filialkirche von Schmerkendorf. Im Dreißigjährigen Krieg erlitt die Kirche schwere Schäden und wurde erst ab 1682 vom Lönnewitzer Lehnsherrn Dam von Weltewitz wieder aufgebaut. Nach dem Zweiten Weltkrieg kam es infolge jahrelanger militärischer Sperrung des Standortes zur abermaligen Zerstörung und schließlich zur Aufgabe des Gotteshauses. Die spärlichen Überreste der Kirche gehören zu den letzten baulichen Spuren des einstigen Dorfes Alt-Lönnewitz.

## Baubeschreibung und -geschichte

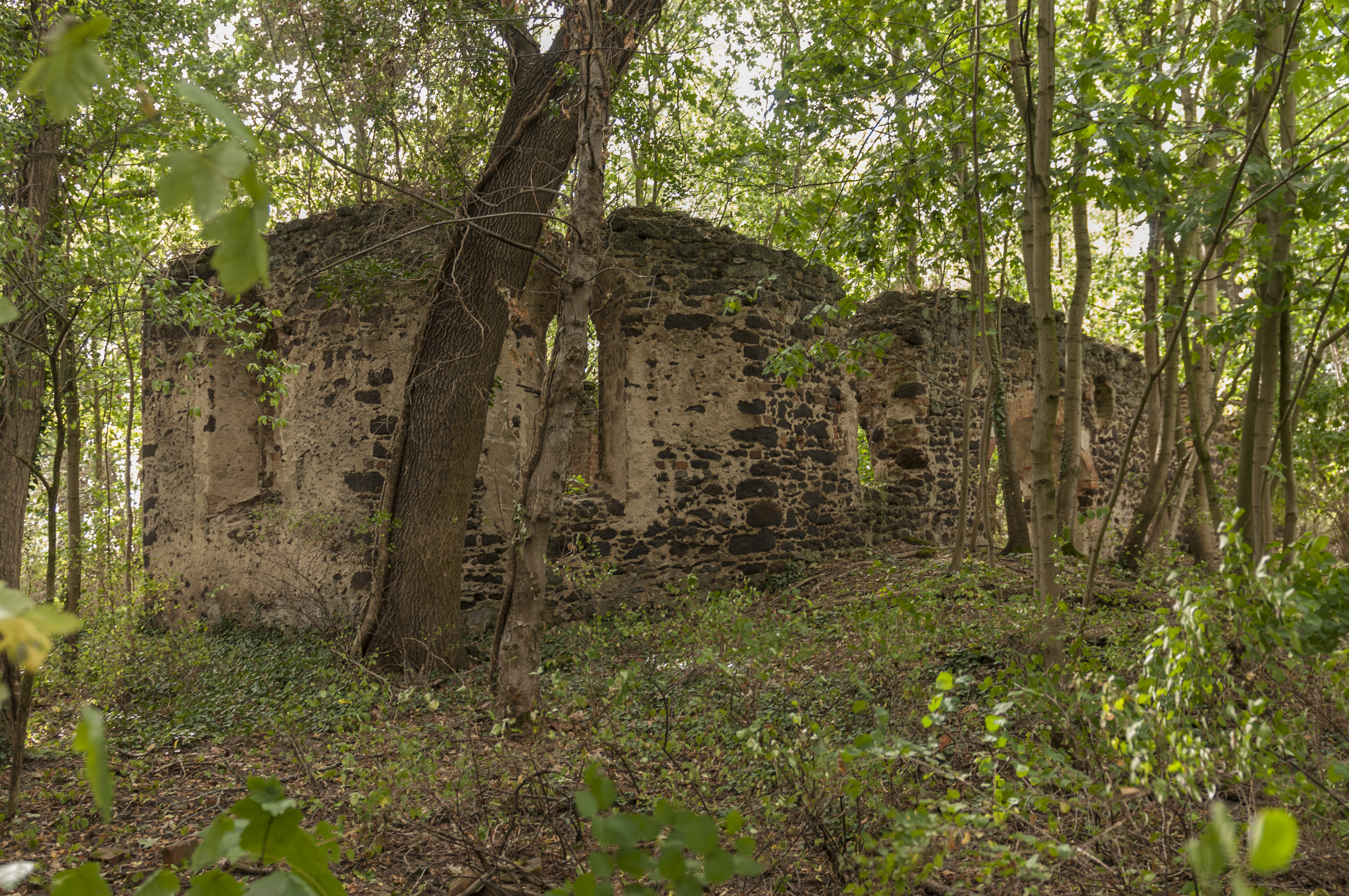
Nordseite

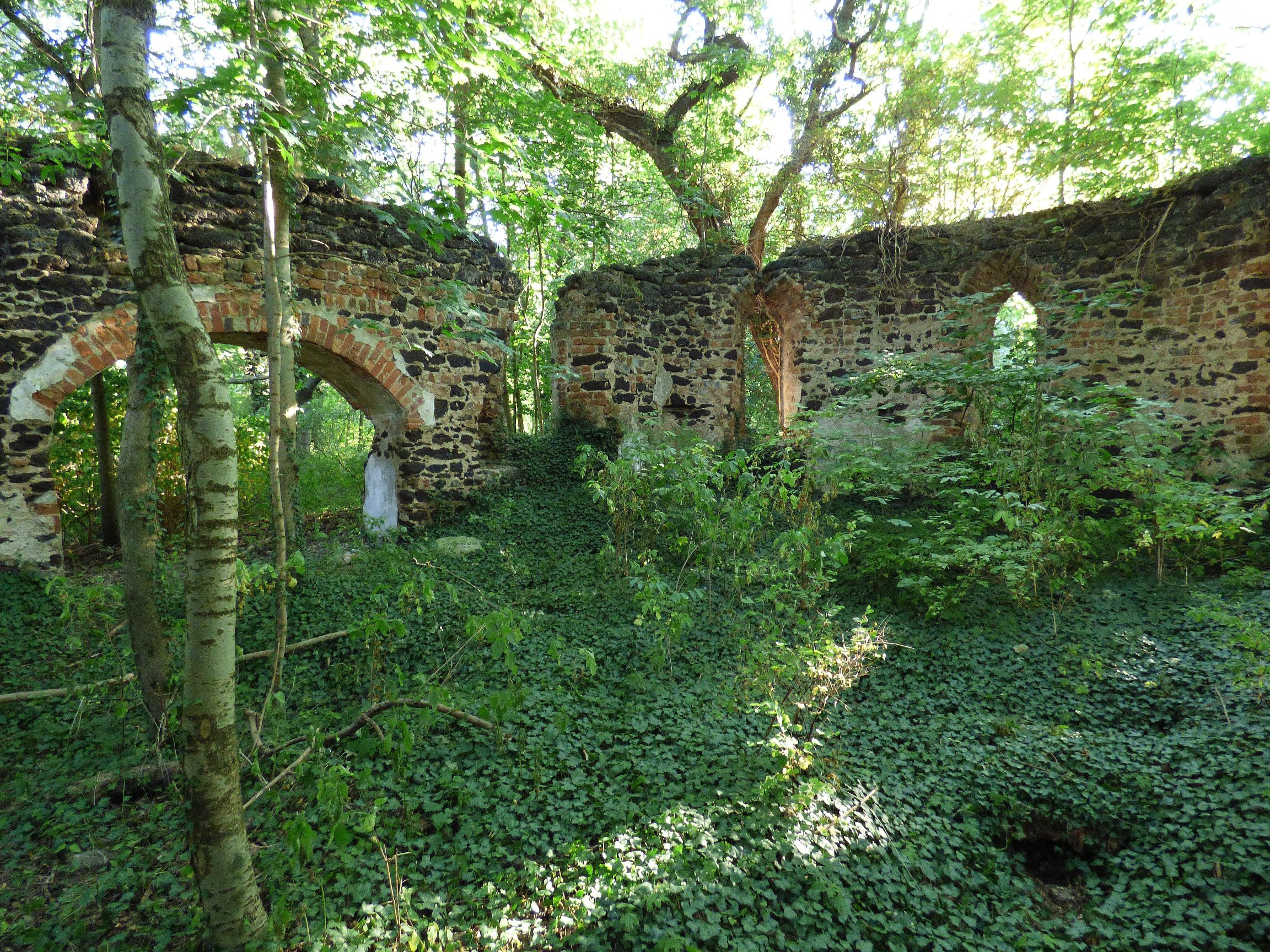
Nordostseite im Inneren der Kirchenruine

### Mittelalter
Die aus dem 13. Jahrhundert stammende Alt-Lönnewitzer Kirche bestand aus Backsteinen und Raseneisenstein. Das Kirchenschiff hatte ein durchgehendes Satteldach und in den heute verbliebenen Mauerresten noch gut zu erkennende Spitzbogenfenster.
Das Dorf Lönnewitz war ursprünglich der Kirche in Altbelgern abgabenpflichtig, deren Patron das Kloster Nimbschen war. Altbelgern verlor allerdings bald an Bedeutung. 1529 kam das elf Hufner zählende Lönnewitz zur Parochie Schmerkendorf. Das Kloster Nimbschen wurde 1536, im Jahr nach dem Tod der letzten Äbtissin Margaretha von Haubitz, aufgelöst. Bereits damals hatte in der Region die Reformation Einzug gehalten. Die Einführung der neuen Lehre war im Amt Liebenwerda, dem Lönnewitz verwaltungstechnisch zugeordnet war, gegen Mitte des 16. Jahrhunderts abgeschlossen.
Im Dreißigjährigen Krieg erlitt die Kirche schwere Schäden. Unter anderem lagerten Truppen des schwedischen Generals Johan Banér von Januar bis in den Frühsommer 1637 im nur wenige Kilometer westlich gelegenen Torgau. Dabei durchstreiften sie das angrenzende Elbe-Elster-Gebiet, plünderten die Orte und setzten sie in Brand. Auch Lönnewitz wurde nahezu dem Erdboden gleichgemacht. Der Turm an der Westseite der Kirche stürzte ein und der Innenraum wurde weitgehend zerstört. Noch mehr als dreißig Jahre nach Ende des Krieges lag die Kirche wüst. Gepredigt wurde deshalb zeitweise im Haus des Herrn von Weltewitz.

### Wiederaufbau nach dem Dreißigjährigen Krieg
Unter dem Lönnewitzer Lehnsherrn Dam von Weltewitz wurde die Kirche ab 1682 mit schlichter Ausstattung wieder aufgebaut. Rechts vom Altar stand in einem Erker der Kirchenstuhl des Lehnsherrn. Die beiden Söhne von Dam von Weltewitz teilten kurz vor seinem Tod im Jahre 1712 den Ort in Alt- und Neu-Lönnewitz. Deshalb entstand auf der linken Seite des Altars ein weiterer Kirchenstuhl für die Neu-Lönnewitzer Rittergutsbesitzer. Weitere Ausstattungsstücke der Kirche waren eine 1682 vom Lehnsherrn gestiftete Altardecke sowie eine weitere, von den späteren Erben gestiftete, Altardecke mit der eingestickten Jahreszahl 1741. Das Wappen des Adelsgeschlechts von Weltewitz war am Altar, am Chor und am Kirchenstuhl angebracht.
Der Kirchturm wurde nicht wieder hergestellt. Als Ersatz errichtete man an der Südseite der Kirche ein Holzgerüst, an das die 1721 von Barbara Maria von Hackin gestiftete bronzene Glocke aus der Dresdner Glockengießerei Weinhold gehängt wurde. Die meisten Altargeräte der Kirche wurden im und nach dem Dreißigjährigen Krieg verschleppt. Allerdings blieb ein aus der Entstehungszeit stammendes Messingtaufbecken erhalten. Der Schmerkendorfer Heimatforscher und Lehrer Friedrich Stoy beschrieb in einem 1925 erschienenen Aufsatz weitere Ausstattungsstücke. So soll es zu dieser Zeit in der Kirche eine aus dem Jahr 1732 stammende zinnerne Schale und einen Leuchter von 1794 gegeben haben. Die Kanzel war mit dem Wappen derer von Weltewitz und der Jahreszahl 1741 versehen. Die hölzerne Kirchentür trug die Initialen des Dam von Weltewitz und die Jahreszahl 1688 („D v. W. 1688“).
Die Kirche diente als Begräbnisstätte für die Lehnsherren. Unterhalb des Chores befand sich unter einer Sandsteinplatte das Grab eines im Jahre 1601 verstorbenen von Weltewitz und an der Westseite der Kirche waren die Grabsteine eines weiteren im Jahre 1632 verstorbenen Weltewitz und dessen Ehefrau sowie andere Gräber dieses Adelsgeschlechts angebracht.
Ein weiteres Ausstattungsstück der Alt-Lönnewitzer Kirche war ein bis Anfang der 1930er-Jahre vorhandenes lebensgroßes Bildnis einer Frau von Weltewitz aus dem Jahr 1649, das ursprünglich im Alt-Lönnewitzer Gutshaus hing. Der Sage nach wandelte diese sogenannte Weiße Frau als Geist durch die Räume des alten Gutshauses.

### Zerstörung und Aufgabe der Kirche nach dem Zweiten Weltkrieg

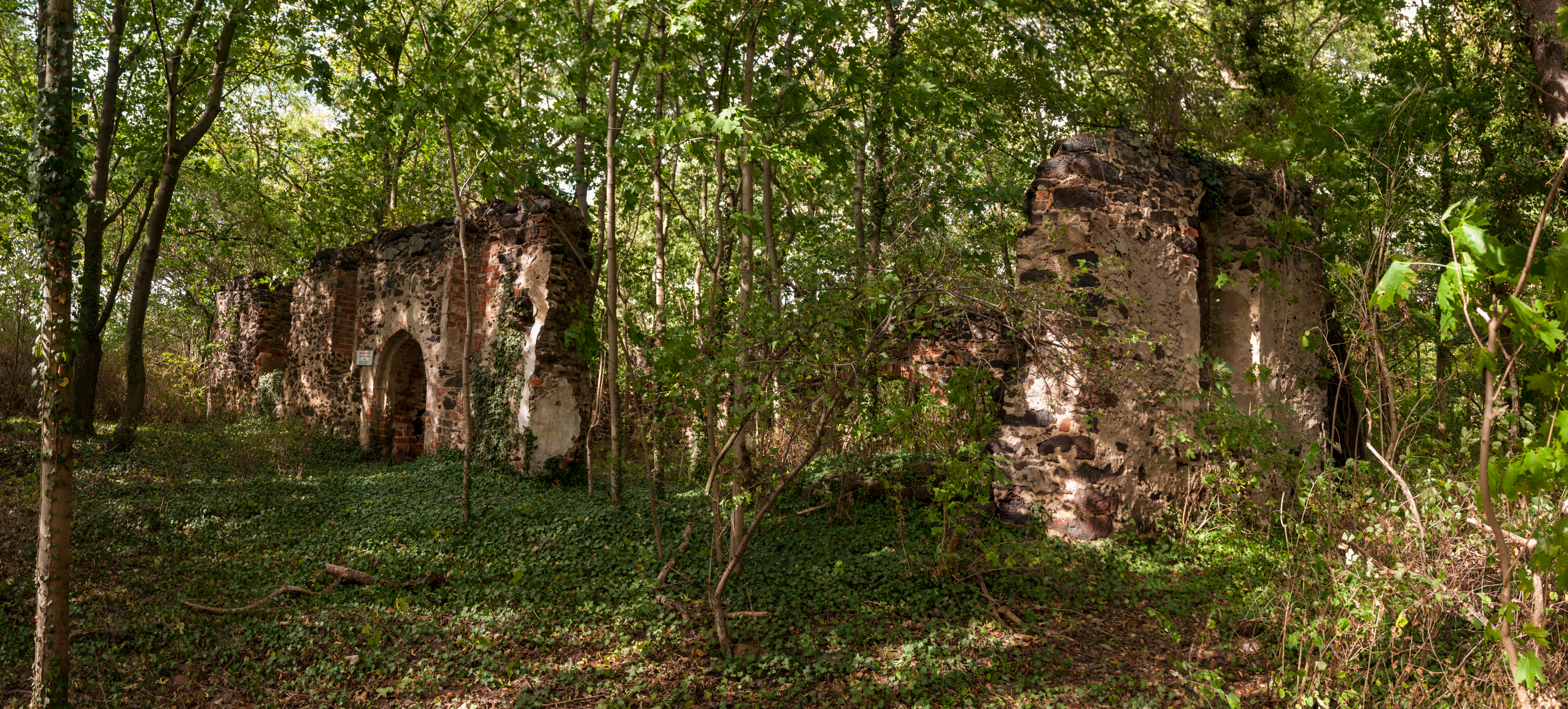
Ansicht der Kirchenruine von Südosten

Gegen Ende des Zweiten Weltkriegs wurden Lönnewitz und der dortige Flugplatz Falkenberg-Lönnewitz Ende April 1945 von der Roten Armee eingenommen. Etwa 300 Meter südlich des Flugplatzes und nördlich der heutigen Bundesstraße errichtete man einen Zaun, sodass ein Großteil des Dorfes Alt-Lönnewitz fortan in einem militärischen Sperrgebiet lag. Die Einwohner konnten nicht mehr auf ihre Grundstücke und in ihre Häuser gelangen. Auch die Kirche befand sich innerhalb des Sperrgebiets, was letztlich zu ihrem Niedergang führte. Zwar gab es durch eine zwischenzeitliche Aufhebung des Sperrgebietes vorübergehend Hoffnung, das Dorf wieder zu besiedeln. Sie zerschlug sich, als die Alt-Lönnewitzer Einwohner 1947 endgültig umgesiedelt wurden. Die Gebäude wurden von der Sowjetarmee genutzt und bald größtenteils dem Verfall preisgegeben. Auch die Alt-Lönnewitzer Kirche wurde schwer in Mitleidenschaft gezogen. Das Jahr 1948 gilt als inoffizielles Ende des Dorfes. Ein Großteil der alten Ortslage von Alt-Lönnewitz wurde in jenem Jahr endgültig zum Sperrgebiet erklärt.
Nachdem die Sperrgebietsgrenze des Flugplatzes in einiger Entfernung hinter die Fernverkehrsstraße (heutige Bundesstraße) verlegt worden war, nutzten die Einwohner die Ruinen des früheren Dorfes, um daraus Baumaterial zu gewinnen. Auch die Kirche blieb davon nicht verschont. Etwas Inventar konnte aber im Zuge der Umsiedlung 1947 trotz der vorausgegangenen Plünderung aus der Kirche gerettet werden. So wurden die Glocke und einige sakrale Gegenstände wie ein zinnerner Abendmahlskelch und eine Abendmahlskanne aus dem Jahr 1842 in die Schmerkendorfer Mutterkirche gebracht.
Das Gotteshaus wurde später endgültig aufgegeben. Teile der Kirche wurden Anfang der 1960er-Jahre für den Wiederaufbau der Kirche Hohen Thekla in Leipzig genutzt, die durch Brandstiftung schwer beschädigt worden war.

## Bauzustand des Denkmals

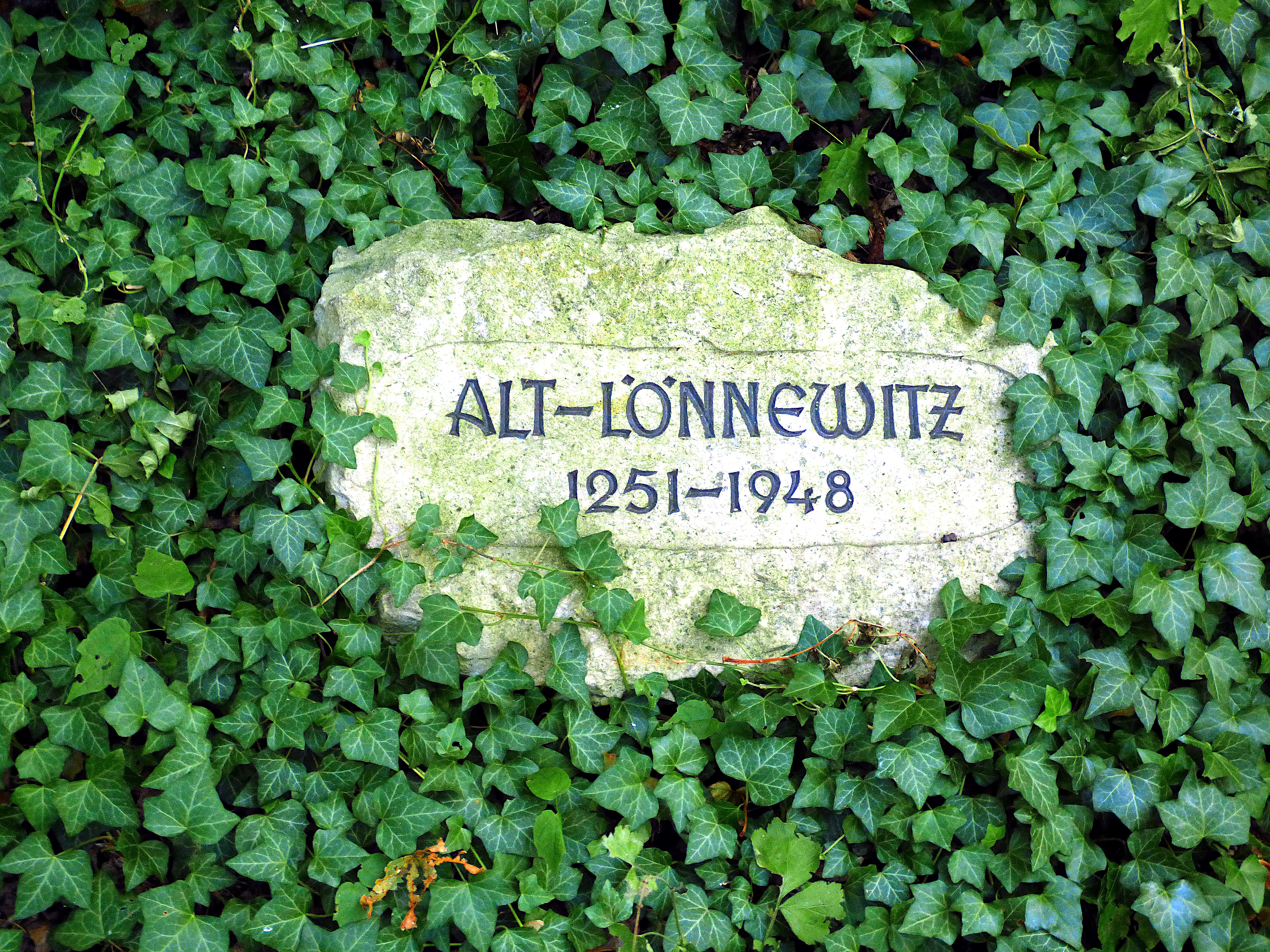
Gedenkstein zur Erinnerung an Alt-Lönnewitz

Übriggeblieben sind von dem mittelalterlichen Kirchenbau nur noch einige von Efeu überwachsene  Mauerreste. Sie gehören oberirdisch zu den letzten baulichen Spuren des Dorfes Alt-Lönnewitz. Das Gelände der Kirche und des einstigen Friedhofs ist inzwischen nahezu völlig bewaldet und von Dickicht überwuchert. Von der Parkanlage und dem früher von einer Mauer umgebenen Friedhof ist fast nichts mehr zu erkennen. Nach Kriegsende wurde dort der kurz vorher aus sowjetischer Kriegsgefangenschaft heimgekehrte Lönnewitzer Einwohner Walter Tennert als letzter Verstorbener beerdigt.
Die wenigen Überreste der Kirche wurden inzwischen unter Denkmalschutz gestellt.  Im Inneren der Ruine erinnert ein Gedenkstein mit den Jahreszahlen „1251–1948“ an das Dorf Alt-Lönnewitz.